# Kurt Epstein
Kurt Epstein (29. ledna 1904 Roudnice nad Labem – 1. února 1975 New York) byl český vodní pólista.

## Život
Narodil se do židovské rodiny obchodního zástupce Maxe Epsteina (1872–1944) a jeho manželky Heleny, rozené Pollakové (1879–1944). Měl dva bratry, staršího Ericha (1902–1942) a mladšího Bruna (1908–1943). V rodné Roudnici se začal věnovat plavání a vodnímu pólu. Sloužil v československé armádě, kde získal hodnost podporučíka. Reprezentoval Československo na olympiádě 1928 a 1936. V obou případech československý tým skončil na devátém místě. Berlínských her se zúčastnil navzdory tomu, že židovské sportovní organizace vyzývaly k jejich bojkotu.
Za druhé světové války byl, pro svůj židovský původ vězněn v Terezíně a Osvětimi. Díky sportovnímu tréninku byl jediným příslušníkem své rodiny, který přežil holokaust. Po 2. světové válce byl zvolen členem Československého olympijského výboru, v roce 1948 emigroval do Spojených států, kde pracoval převážně v dělnických profesích, byl pokladníkem exilové organizace českých sportovců. New York Athletic Club ho odmítl přijmout ze svého člena kvůli židovskému původu. 
Jeho manželka Františka (1920–1989), rozená Rabinková, rovněž přežila věznění v koncentračních táborech. Přišla zde o rodiče i o prvního manžela Josefa Solara (1914–1945).